# Libre (álbum de Sébastien Izambard)
Libre es el primer álbum de estudio del cantante francés Sébastien Izambard.
El álbum fue lanzado el 6 de junio del año 2000. Alcanzó el número #1 en el ránquins de ventas en Francia, Canadá y Bélgica, únicos países donde se publicó, por ser de habla francesa.
En el disco se destaca una gran influencia de Jeff Buckley.
Grabó dos videoclips para el álbum con los sigles Libre  y J't'en veux (Estoy loco por ti).
El álbum contiene once canciones pop en francés.

## Sencillos
- 2000 - Libre
- 2001 - J’T’en veux (Radio Edit)
- 2001 - Si Tu Savais

## Posición en las listas y certificaciones
| País    | Certificación | Posición en la Lista |
| Francia | Oro           | #1 Enlace            |
| Bélgica | Oro           | #1 Enlace            |
| Canadá  | Oro           | #1 Enlace            |

## Lista de canciones
| N.º | Título              | Escritor(es)          | Música                               | Duración |  |
| 1.  | «Echec à la dame»   | Fab Fab and V.Baguian | Sébastien Izambard & Lionel Tridon   | 3:40     |  |
| 2.  | «Libre»             | Lionel Florence       | Sébastien Izambard                   | 4:14     |  |
| 3.  | «Même si vivre»     | Lionel Florence       | Sébastien Izambard & Lionel Tridon   | 4:!1     |  |
| 4.  | «Un Coin D'Enfance» | Lionel Florence       | Sébastien Izambard                   | 3:15     |  |
| 5.  | «J't'en Veux»       | Lionel Florence       | Sébastien Izambard                   | 3:50     |  |
| 6.  | «Si Tu Savais»      | Lionel Florence       | `Sébastien Izambard                  | 3:40     |  |
| 7.  | «Loin D'hier»       | Lionel Florence       | Sébastien Izambard                   | 2:51     |  |
| 8.  | «C'est un Mystère»  | Christophe Bardy      | J-P Taïeb                            | 4:37     |  |
| 9.  | «Danse»             | Christophe Bardy      | Sébastien Izambard e Lionel Tridon   | 3:26     |  |
| 10. | «Dangereuse»        | Christophe Bardy      | Sébastien Izambard e Lionel Florence | 4:27     |  |
| 11. | «Dis-le quand même» | Lionel Florence       | Sébastien Izambard                   | 3:24     |  |

Además de las canciones mencionadas, Sébastien Izambard tiene otras cuatro canciones grabadas no oficiales:
- «Au nom de quel amour»
- «Toi Lache»
- «L'ombre d'une femme»
- «Tant Que Tu pas la n'es»